# Élisabeth Dmitrieff
Vous lisez un « article de qualité » labellisé en 2021.
Elizaveta Tomanovskaïa (en russe : Елизавета Томановская), dite Élisabeth Dmitrieff, est une révolutionnaire et militante féministe russe, née le 1er novembre de l'année 1850 — ou de l'année 1851 — à Volok, village de l'ouïezd de Toropets (gouvernement de Pskov, Empire russe), et morte entre 1910 et 1918, selon des sources divergentes.
Elle est issue d'une famille aristocratique russe, ce qui lui donne accès à une éducation privilégiée, mais son statut de fille, et d'enfant née hors mariage, ainsi que la nationalité allemande de sa mère la marginalisent au sein de cette aristocratie, provoquant son intérêt pour la philosophie du marxisme et les idées radicales de Nikolaï Tchernychevski. Elle se marie pour échapper à sa famille et aller étudier à Genève, où elle codirige La Cause du peuple et participe à la fondation de la section russe de l'Association internationale des travailleurs.
Envoyée par Karl Marx à Paris pour suivre les évènements après la proclamation de la Commune de Paris le 18 mars 1871, elle devient l'une des femmes les plus actives de l'insurrection. Elle fonde l'Union des femmes, la première association à promouvoir les droits des femmes, et spécifiquement leur droit à des conditions de travail décentes en France. Elle participe à la défense de Paris pendant la semaine sanglante puis s'enfuit à Genève, retourne enfin en Russie. Elle se marie en 1877 avec le chef d'une bande de malfrats, Ivan Davidovski, afin de pouvoir le suivre dans son exil en Sibérie lorsqu'il est condamné pour escroqueries et meurtre. Obligée de cacher son identité car recherchée par les polices française, suisse et russe, elle ne peut révéler son passé de communarde et passe les dernières années de sa vie dans l'oubli. La date de sa mort est incertaine.
Une place porte son nom à Paris et un musée lui est consacré dans son village natal de Volok. Si Élisabeth Dmitrieff est un temps tombée dans l'oubli et a été éclipsée par Louise Michel, sa participation à la Commune de Paris et l'histoire de sa vie ont ensuite inspiré nombre de biographes.

## Biographie

### Enfance dans l'aristocratie russe

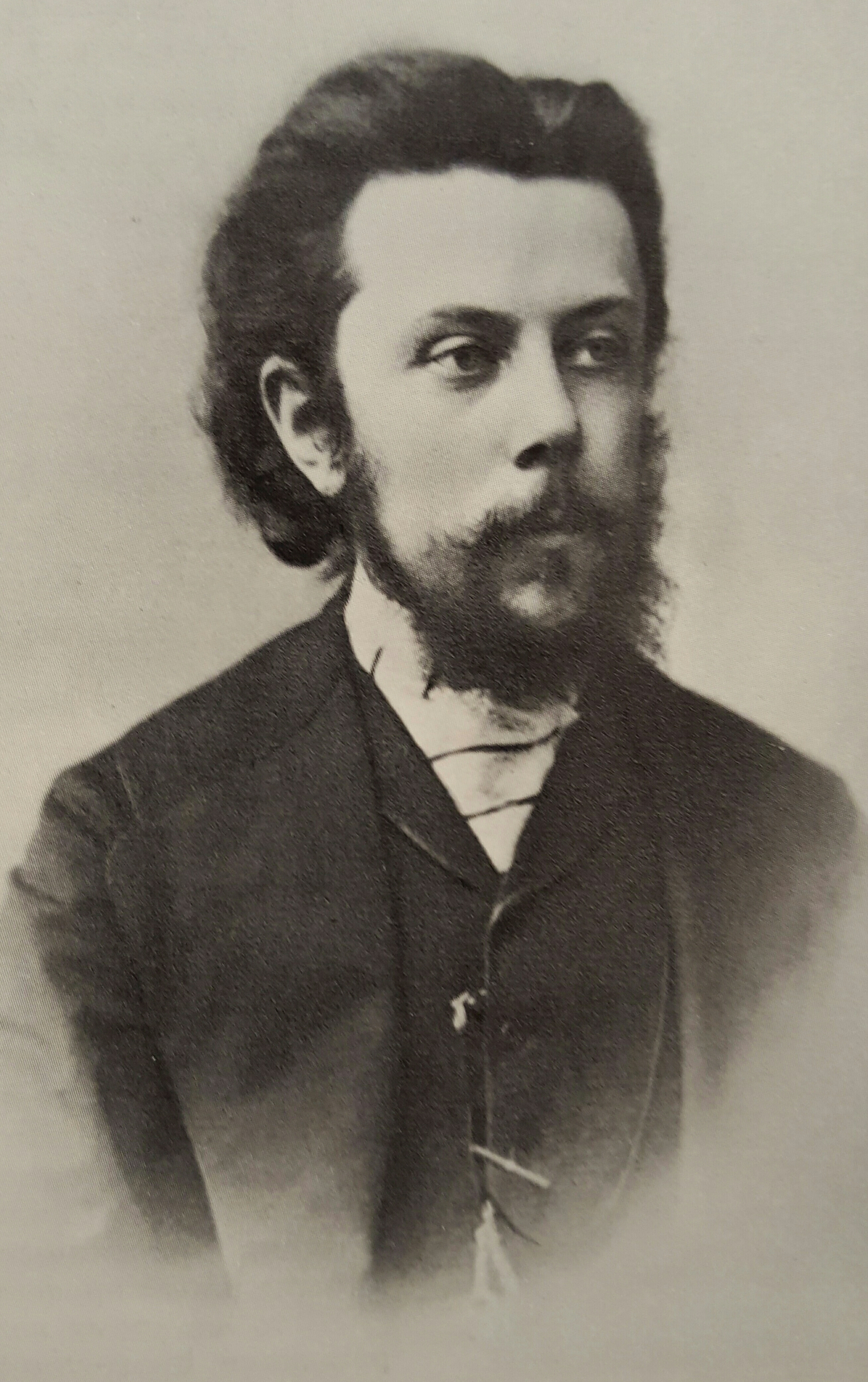
Modeste Moussorgski en 1865, un des professeurs de Dmitrieff.

Elizaveta Loukinitchna Koucheleva (en russe : Елизавета Лукинична Кушелева) naît le 1er novembre 1851, ou le 1er novembre 1850, à Volok, village de l'ouïezd de Toropets, dans le gouvernement de Pskov de l'Empire russe. Son père est Louka Ivanovitch Kouchelev, né le 28 octobre 1793, un pomechtchik — propriétaire foncier noble — ancien officier de l'armée russe, et sa mère est Carolina Dorothea (dite Natalia Iegorovna) Troskiévitch, une infirmière luthérienne allemande,,.

### La famille Kouchelev
Les ancêtres de la famille reçoivent des terres et des titres du prince de Novgorod Alexandre Nevski pour leurs faits d'armes. Originaires de Novgorod, ils s'établissent à Volok, carrefour fluvial sur la voie commerciale menant du nord de la grande Russie à la Turquie. Le grand-père de Dmitrieff est sénateur sous le règne de Paul Ier et conseiller spécial d'Alexandre Ier. Louka Kouchelev, son père, a deux frères : l'un meurt en combattant en Géorgie, l'autre administre très mal le domaine familial, le conduisant presque à la faillite. Kouchelev reçoit l'éducation d'un jeune aristocrate et intègre le corps des cadets au sein duquel il participe aux guerres napoléoniennes. Sa première femme, Anna Dmitrievna, née Bakhmetieva, est la fille d'un seigneur et d'une serve, héritière riche anoblie par l'empereur. Son mari la bat et la trompe et les disputes du couple sont fréquentes. En 1832, Kouchelev enlève ses trois filles mais malgré ses tentatives, elles demeurent auprès de leur mère.
La cruauté de Louka Kouchelev envers ses serfs est notoire,, au point que sa femme conseille aux serfs de s'en plaindre aux autorités communales. En 1848, Kouchelev hérite du domaine familial à la mort de son frère Nikolaï. Durant sa maladie, ce dernier est soigné par une infirmière allemande et luthérienne de 26 ans, Carolina Dorothea Troskiévitch. Elle devient la maîtresse de Louka et accouche de leur premier enfant, un garçon mort-né.
Le couple a cinq enfants : un fils mort-né, Sophia, Alexandre, Élisabeth et Vladimir. Ils sont considérés comme « bâtards » car nés d'une union illégitime, ce qui marque profondément Élisabeth. Leur père, fidèle à son statut d'aristocrate, ne veut pas risquer de déposséder ses trois filles nées de son premier mariage et refuse de reconnaître les enfants nés hors mariage alors même qu'ils vivent sous son toit. La situation évolue en 1856, lorsque le couple se marie.
La famille vit dans une maison proche des isbas des serfs du domaine et Élisabeth accompagne souvent sa mère dans ses tournées pour leur rendre visite. Les familles du domaine, serfs comme maîtres, vivent donc proches les unes des autres et connaissent les conditions d'existence des unes et des autres. Ainsi, Dmitrieff prend conscience du fait que son père maltraite ses serfs.
La légende veut qu'une nuit d'été, les serfs de Louka se révoltent et une poignée d'hommes armés entrent dans la maison. Alors qu'ils s'apprêtent à le tuer, Carolina s'interpose et empêche le meurtre. Pour la remercier de son geste, sa première femme étant morte du choléra, Louka l'épouse. Il est âgé de 63 ans, Carolina en a 35. Elle se convertit à la religion orthodoxe à cette occasion et adopte le nom de Natalia Iegorovna.
Louka Kouchelev meurt d'apoplexie en 1860 juste avant la réforme agraire de 1861.

### Une éducation privilégiée
Sous l'influence de Carolina, la propriété accueille souvent d'autres familles aristocrates du voisinage, dont certaines ont des fils connus pour leurs idées révolutionnaires : les Tkatchev, les Pissarev, les Lavrov. Alexis Nikolaïevitch Kouropatkine devient l'ami des enfants Kouchelev, et plus tard leur mémorialiste.
Leur statut d'enfants illégitimes et le fait que leur mère soit une étrangère influent négativement sur la position des enfants, marginalisés dans l'aristocratie russe. Dans son testament, Kouchelev octroie à ses enfants illégitimes nés avant son second mariage le statut de pupilles, leur permettant d'hériter d'une partie de sa fortune, les trois filles de son premier mariage étant décédées, mais cela ne leur permet pour autant pas d'hériter du titre de leur père.
Élisabeth Dmitrieff bénéficie d'une bonne éducation et lit les ouvrages en anglais, allemand et français de la bibliothèque de son père, ainsi que les revues auxquelles est abonnée sa mère. Elle jouit de privilèges dus à la position de son père dans l'aristocratie russe, mais son double statut de « bâtarde » et de fille lui porte préjudice : sa sœur et elle ne peuvent s'inscrire à l'école pour filles, alors que son frère, également illégitime, peut intégrer les rangs d'une école renommée. En revanche, elle reçoit une bonne éducation grâce à des enseignants à domicile. Parmi ces enseignants se trouvent des vétérans de 1848, dont une Anglaise dénommée miss Betsy, un Prussien, von Madievaïz, ainsi que le compositeur russe Modeste Moussorgski (peut-être un cousin éloigné de Dmitrieff),,. Celui-ci vient en 1862 soigner une dépression et correspond le temps de son séjour à Volok avec ses camarades artistes du Groupe des Cinq : Balakirev, César Cui, Rimski-Korsakov et Borodine,.
Le père d'Élisabeth Dmitrieff possède une bibliothèque réunissant les nouvelles idées de son temps,,, et, fait paradoxal pour cet homme autoritaire et violent envers ses serfs, il aime s'entourer de personnes aux idées progressistes, comme la famille Zielony. C'est dans la propriété des Zielony que vient chaque été Nikolaï Tchernychevski, sans qu'il soit possible de savoir si Élisabeth Dmitrieff a rencontré l'écrivain dont le livre aurait par la suite une grande influence sur ses choix de vie.
Le jeune frère de Dmitrieff aurait fréquenté les membres de la première Zemlia i Volia.
Un rapport de police la décrit en 1871 en ces termes : « mesurant 1,66 m ; cheveux et sourcils châtains ; front légèrement découvert ; yeux gris bleu ; nez bien fait ; bouche moyenne ; menton rond ; visage plein, teint légèrement pâle ; démarche vive ; habituellement vêtue de noir et toujours d'une mise élégante. ».

### Intérêt pour les inégalités sociales et le marxisme
La famille passe l'été à Volok et rejoint Saint-Pétersbourg à l'automne. Là, les Kouchelev résident au numéro 12, dans l'île Vassilievski, en face du corps des cadets où Kouchelev puis ses fils ont étudié. Dans les années 1860, ce quartier héberge la jeunesse révolutionnaire privilégiée, avec notamment Dobrolioubov, Dostoïevski, Netchaïev, Pissarev, Tkatchev, Lavrov, Tourguéniev, et surtout Tchernychevski. Dans la demeure d'à côté résident les Korvine-Kroukovski et, notamment, Sophia Kowalevski et Anna Jaclard,.

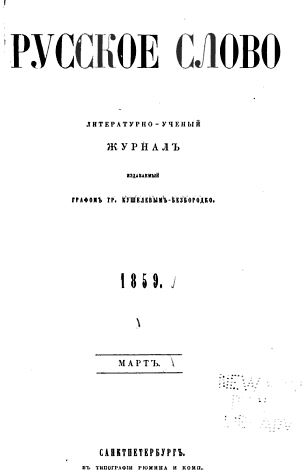
Dmitrieff lit la revue Rousskoïe slovo (Русское слово de 1859 no 3).

Son statut d'enfant illégitime et son rejet par l'aristocratie russe sont probablement à l'origine de la sensibilité d'Élisabeth Dmitrieff aux inégalités, qu'il s'agisse du servage à la campagne ou de la misère à Saint-Pétersbourg. Elle se lie d'amitié avec Anna Korvine-Kroukovskaïa, se rapproche des milieux estudiantins en faveur de l'émancipation des femmes et des serfs et apprend plusieurs langues, .
Dmitrieff s'intéresse dès l'adolescence aux idées de Karl Marx qu'elle lit probablement dans la revue Rousskoïe slovo, ainsi qu'aux écrits de Nikolaï Tchernychevski. Ces deux hommes deviennent ses maîtres à penser et elle est déterminée à construire un pont entre les théories économiques de Marx et les idées de Tchernychevski sur les capacités émancipatrices du modèle de la commune paysanne russe.

### Influence de Nikolaï Tchernychevski

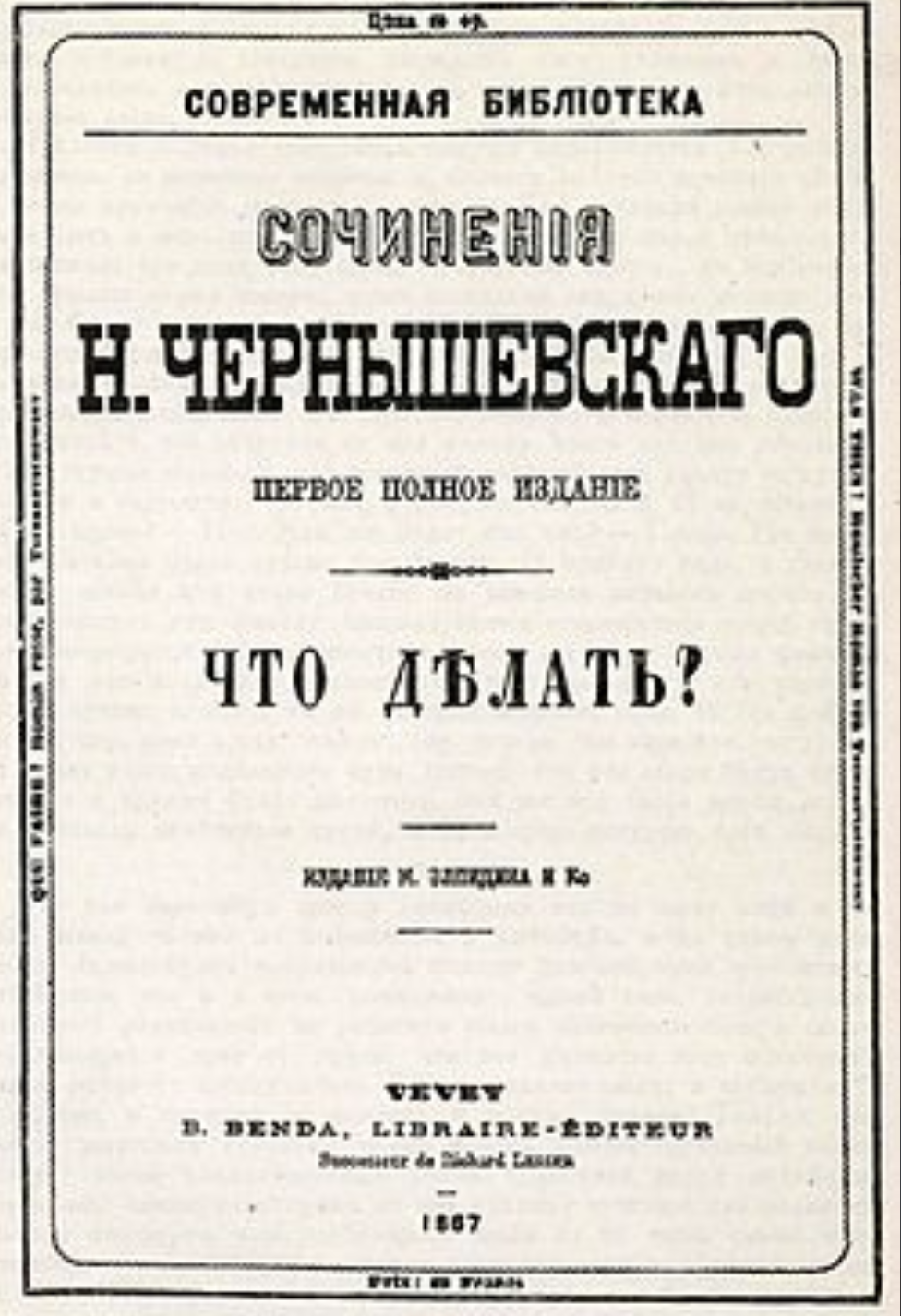
Page de couverture du roman Que faire ? de Tchernychevski publié en 1865.

L'Empire russe connaît au milieu du XIXe siècle de profonds changements. En 1857, Alexandre Herzen et Nicolas Ogarev lancent le journal révolutionnaire Kolokol. En 1861, le servage est aboli. Les Kouchelev sont influencés par cet environnement : le compositeur Moussorgski rejoint en 1863 une communauté de Saint-Pétersbourg fréquentée par l'écrivain Tourguéniev, le poète Chevtchenko et l'historien Kostomarov. La mère de Dmitrieff, amie du musicien, y emmène sa fille.
Alexeï Kouropatkine, un ami de la famille, plus particulièrement du frère d'Élisabeth, Alexandre, passe souvent ses étés à Volok au domaine, où après une cour infructueuse à sa sœur Sophia, il tombe amoureux d'Élisabeth, âgée alors de 14 ans. En 1865, de retour du Turkestan à Volok, influencé par son commandant Achenbrenner, qui éduque ses jeunes recrues aux idées révolutionnaires, il ramène le roman Que faire ? en 1865 pour en discuter avec son ami Alexandre, mais c'est sa sœur Élisabeth qui se passionne pour les idées du livre. Dans le roman, Nikolaï Tchernychevski propose une remise en cause radicale de la façon de vivre et des conventions sociales, notamment le mariage et l'héritage. Le roman raconte l'histoire de Véra Pavlovna, une jeune femme émancipée qui vit en communauté avec d'autres jeunes gens et prône le système des coopératives pour émanciper les travailleurs. Elle fonde une coopérative de couturières, qualifiée d'obchtchina urbaine, qui servira de modèle à des initiatives similaires dans toutes les Russies. Le roman invite à sortir du rêve pour concrétiser une pratique quotidienne de l'idéal socialiste.
Élisabeth Dmitrieff développe au travers de ses lectures une analyse critique des hiérarchies de genre et de classe et envisage d'utiliser sa fortune pour construire un moulin coopératif — un artel — qui servirait aux paysans de Volok,. Elle prend conscience de la nécessité de poursuivre sa propre éducation, mais l'Empire russe ne permettant pas à l'époque aux femmes d'entrer à l'université, elle décide de partir à Genève, en Suisse et, suivant l'exemple de Vera Pavlovna, de contracter un mariage blanc afin d'échapper à sa famille.

## Engagement politique
Inspirée par ses lectures et sensibilisée aux inégalités sociales, Élisabeth Dmitrieff est active très jeune dans les cercles socialistes de Saint-Pétersbourg. En 1867, elle fait un mariage blanc avec le colonel Mikhaïl Tomanovski, pour s'émanciper de sa famille et obtenir son héritage. Tomanovski est un partisan de l'émancipation féminine. Elle fait don par la suite de 50 000 roubles aux organisations révolutionnaires. Elle part pour la Suisse en 1868, puis pour Londres.

### Séjour à Genève:La Cause du peupleet l'Internationale des travailleurs

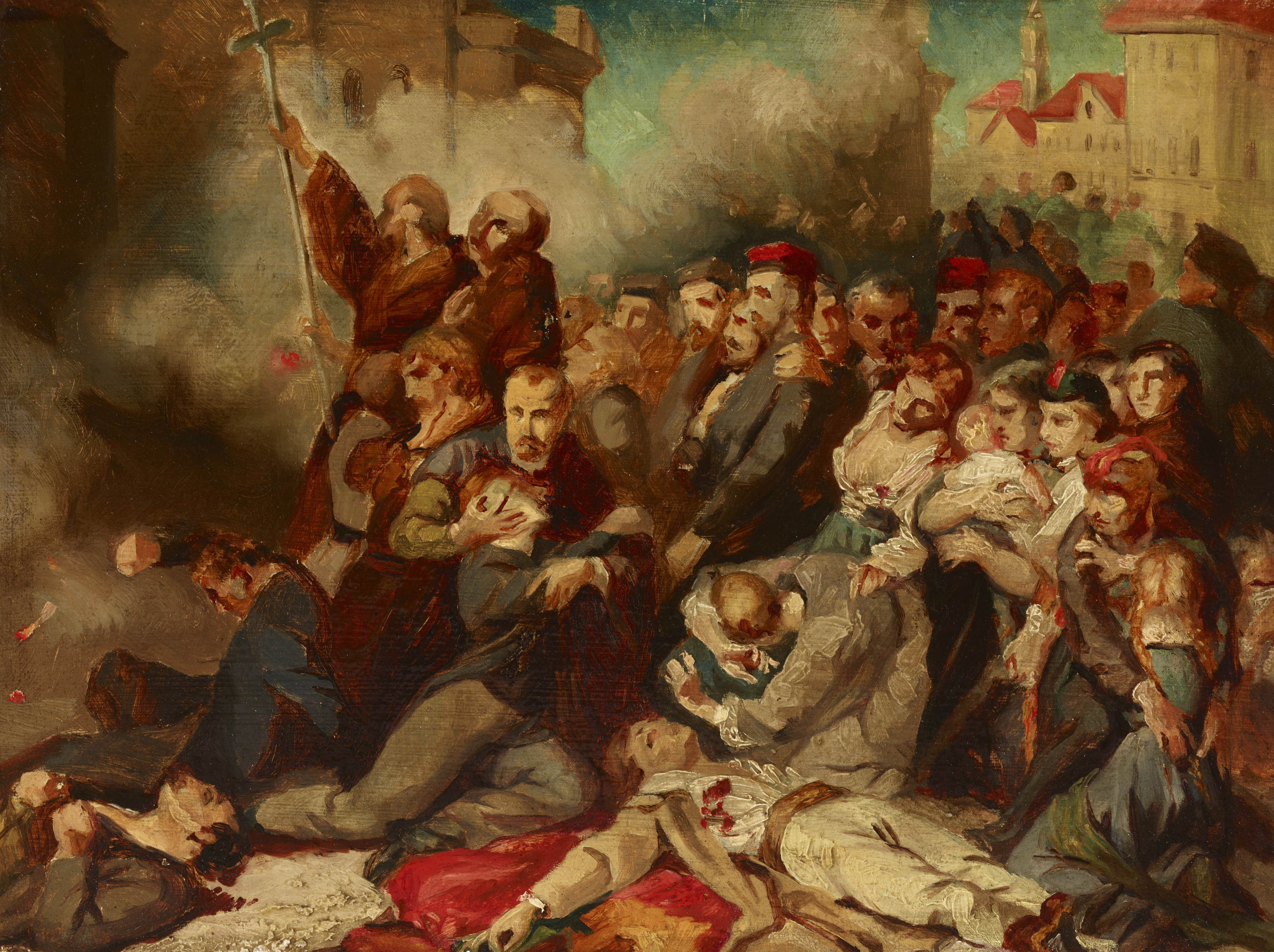
Varsovie, scène de l'insurrection polonaise, 8 avril 1861, par Tony Robert-Fleury- MNK XII-A-704 - Musée national de Cracovie

Au printemps 1868 Dmitrieff passe par Genève accompagnée de son mari une première fois. Elle est à Genève au moment où éclate la grève des ouvriers du bâtiment, et retrouve lors de cette visite Anna Jaclard.
Dmitrieff revient en Suisse à Genève en 1869 sans son mari cette fois-ci : elle ne donne plus aucune nouvelles à sa famille dans les années qui suivent, et se fait appeler «citoyenne Élise». Elle se rend parfois à Bâle et Zurich. À Genève se croise les intellectuels révolutionnaires et exilés russes. Mikhaïl Bakounine y séjourne et des rencontres ont lieu entre les mouvements socialistes internationaux et les révolutionnaires russes. Élisabeth Dmitrieff y fait la connaissance des Français Eugène Varlin et de Benoît Malon qui s'engagent comme elle dans la Commune de Paris en 1871. Elle est aussi très proche du socialiste russe Nicolas Outine qui s'est éloigné de Bakounine pour se rapprocher de Karl Marx,. Les services de renseignement russes rapportent qu'une dénommée «Élise» demeure chez Nicolas Outine.

#### Narodnoe Delo
Sur place, elle finance et codirige le journal La Cause du peuple (Narodnoe Delo) avec Nicolas Outine,.
La Cause du peuple est un journal russe fondé à Genève après le congrès de la Ligue de la paix et de la liberté en 1867 par un groupe de révolutionnaires russes exilés. Le cercle des révolutionnaires russes impliqué dans la rédaction de La Cause du peuple souhaite promouvoir l'Internationale en Russie, ayant en commun avec ses fondateurs le soutien envers les Polonais insurgés contre la tyrannie de l'Empire russe. Nikolaï Joukovski approche Mikhaïl Bakounine pour qu'il collabore à la rédaction du journal. D'autres Russes vivant sur les rives du lac Léman acceptent de se joindre à l'initiative : Zoïa Obolenskaïa, le Polonais Walerian Mroczkowski, Victor et Ekaterina Barteneva, Nicolas et Nathalie Outine, l'imprimeur Mikhaïl Elpidin, et Olga Levacheva (belle-sœur de Joukovski). Bakounine empêche Nicolas Outine de participer à la première édition du journal, qui paraît le 1er septembre 1868 aux presses Elpidin à Genève. Bakounine et Nikolaï Joukovski écrivent deux des quatre articles publiés dans le premier numéro, avant que Nicolas Outine ne prenne la main sur l'éditorial.
Dans le premier numéro, Joukovski décrit le journal comme matérialiste, athéiste et en faveur de la libération socio-économique du peuple. Bakounine quant à lui déclare que le but du peuple russe est  «terre et liberté», une référence aux idées de Nikolaï Tchernychevski et à Zemlia i Volia.

Le projet de La Cause du peuple est de démontrer que si la lutte paysanne en Russie prend des formes différentes de celle qui est décrite par Marx, elle n'en relève pas moins de la même promotion de la collectivisation des moyens de production. Ainsi la déclaration d'intention du premier numéro affirme : 

« Comme base de la justice économique, nous proposons deux thèses fondamentales : la terre appartient à ceux qui la travaillent de leurs propres mains : aux communes agricoles. Le capital et tous les outils de travail [appartiennent aux] travailleurs : aux associations de travailleurs. »

#### L'internationale

Temple Unique vers 1870 à Genève d'après une carte postale, endroit où se tenaient les séances genevoises de l'Internationale.

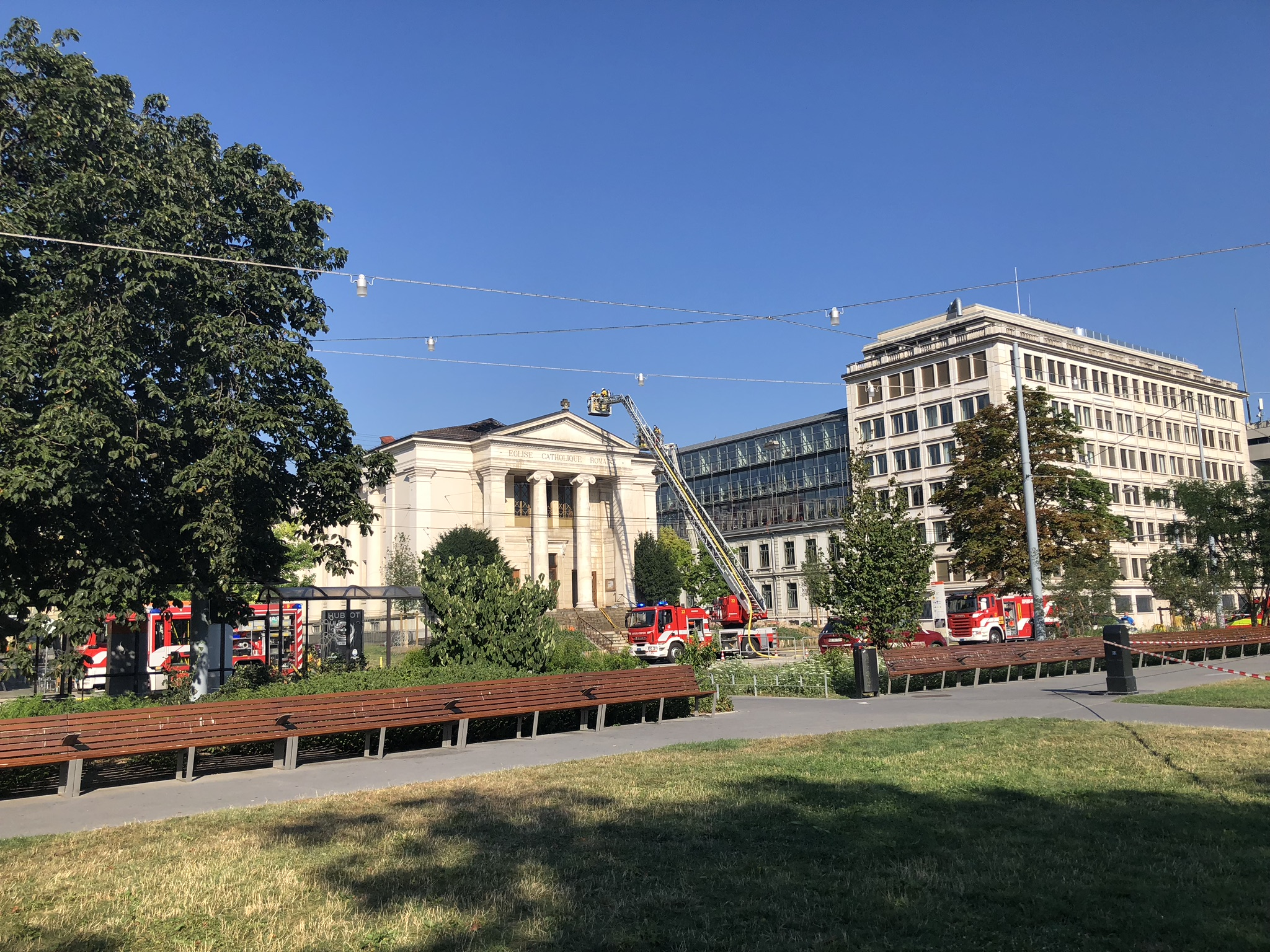
Église du Sacré Cœur (qui s'appelait Temple Unique jusqu'au rachat par l'Église catholique en 1873) à Genève le 18 juillet 2018 pendant l'incendie.

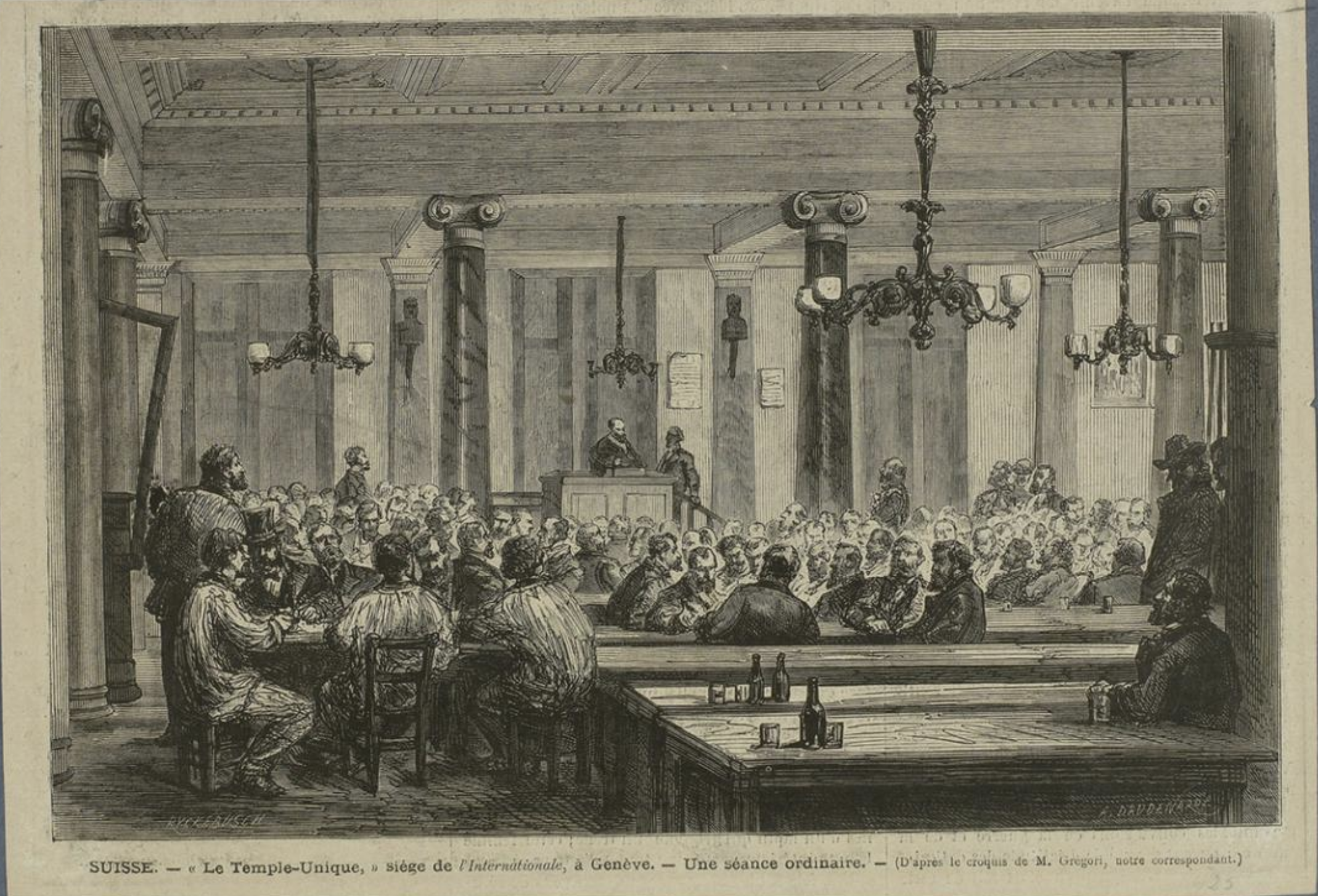
Séance de la section genevoise de l’Association internationale des travailleurs à l'ancien temple unique, Genève entre 1869 et 1875.

Dmitrieff participe à la fondation de la section russe de l'Association internationale des travailleurs — aussi connue sous le nom de Première Internationale — avec Nicolas Outine. Elle s'investit également dans la « section des dames » en faveur de l'émancipation des travailleuses.
La section genevoise de l'Internationale se réunit dans l'ancien temple unique, un ancien temple maçonnique, qui sera racheté en 1873 par l'église catholique. La moitié des quelques personnalités qui fondent la section russe de l'internationale autour de Nicolas Outine sont des femmes émancipées. La personnalité clef de l'organisation selon Pierre Kropotkine est Olga Levacheva. Elle lui inspire l'idée de dédier sa vie à la révolution. On y trouve également Natalia Ieronimovna Korsini (qui épouse Nicolas Outine et devient Nathalie Outine), Zoïa Serguéïevna Obolonskaïa, Ekaterina Barteneva et Anna Jaclard. Élisabeth Dmitrieff est la dernière arrivée et la plus jeune du groupe.

### Séjour à Londres et rencontre avec Karl Marx
En novembre 1870, les internationalistes genevois envoient Élisabeth Dmitrieff à Londres demander à Karl Marx d'arbitrer leurs conflits internes : Serge Netchaïev arrivé à Genève en 1869 avait été accueilli à bras ouverts par Bakounine qui sympathise avec lui avant leur brouille finale. Nicolas Outine se méfie et critique l'emballement passionné de Bakounine. Élisabeth Dmitrieff suit les positions de Nicolas Outine de façon très loyale, et a toute la confiance de ce dernier, qui lui rédige une lettre d'introduction pour Karl Marx, : 

« Cher citoyen, permettez-nous de vous recommander notre meilleure amie, Élisabeth Tomanovskaïa, sincèrement et profondément dévouée à la cause révolutionnaire de Russie. Nous serons heureux, si par son intermédiaire, nous pouvons vous connaître mieux et si, en même temps nous pouvons vous faire connaître plus en détail la situation de notre action, dont elle pourra vous parler de façon circonstanciée... . »

Elle arrive à Londres à la fin de l’année 1870 et devient rapidement l'amie de la famille, nouant des liens avec Karl Marx mais également avec ses filles. Elle lui écrit le 7 janvier 1871 : 

« Je vous remercie de votre bonté et de l'intérêt que vous portez à ma santé. Je ne veux pas naturellement vous prendre votre temps, mais si vous aviez quelques heures libres, dimanche soir, je suis persuadée que vos filles seraient aussi heureuses que moi-même de vous voir chez vous. »

Dmitrieff passe les trois mois qui précèdent la Commune à discuter avec lui des organisations rurales traditionnelles russes, l'obchtchina et l'artel, des idées de Nikolaï Tchernychevski, et lui transmet des exemplaires du journal La Cause du peuple qu'elle se fait envoyer depuis Genève. Tchernychevski pense que la Russie peut passer du stade féodal au stade socialiste sans transition par le stade capitaliste du développement, ce qu'il appelle « théorie de l'omission ». Il s'agit de revitaliser les communes sur le modèle du phalanstère de Charles Fourier tout en les débarrassant de leurs éléments d'oppression patriarcale. Dmitrieff a une influence sur les idées de Marx, qui commence à envisager la possibilité de cheminements alternatifs et pluriels vers le socialisme, sans passer par le stade du développement capitaliste. Ces conversations se poursuivent avec Véra Zassoulitch.
À Paris, un soulèvement marque le début de la Commune le 18 mars 1871. Dans les jours qui suivent, des institutions révolutionnaires sont mises en place. Karl Marx envoie Dmitrieff en mission d'information à Paris, après avoir dans un premier temps porté son choix sur Hermann Jung, mais ce dernier étant grippé, Dmitrieff propose de prendre sa place, et embarque le 27 mars 1871 à Calais. Elle abandonne alors son patronyme Tomanovskaïa et prend un « nom de guerre », Dmitrieff, inspiré du patronyme de sa grand-mère paternelle, Dmitrievna. Elle arrive à Paris le 28 ou le 29 mars 1871, le jour ou le lendemain de la proclamation officielle de la Commune. Elle rejoint Auguste Serraillier, également militant de l'Internationale, présent à Paris pour participer aux évènements.

### Participation à la Commune de Paris de 1871

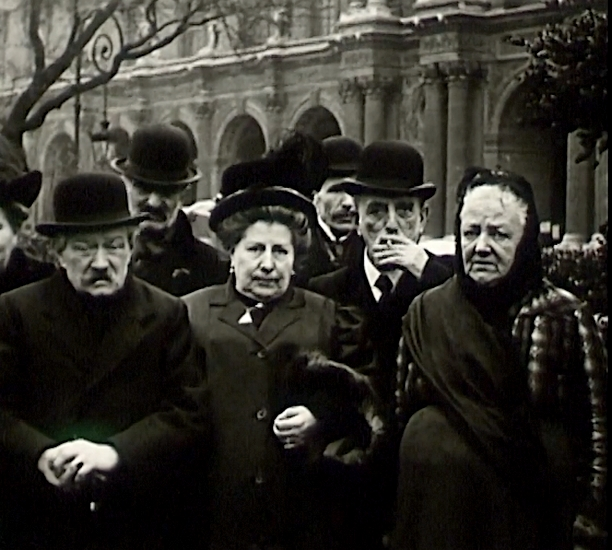
Nathalie Lemel (à droite) en 1914 lors d'une réunion des anciens de la Commune à Paris.

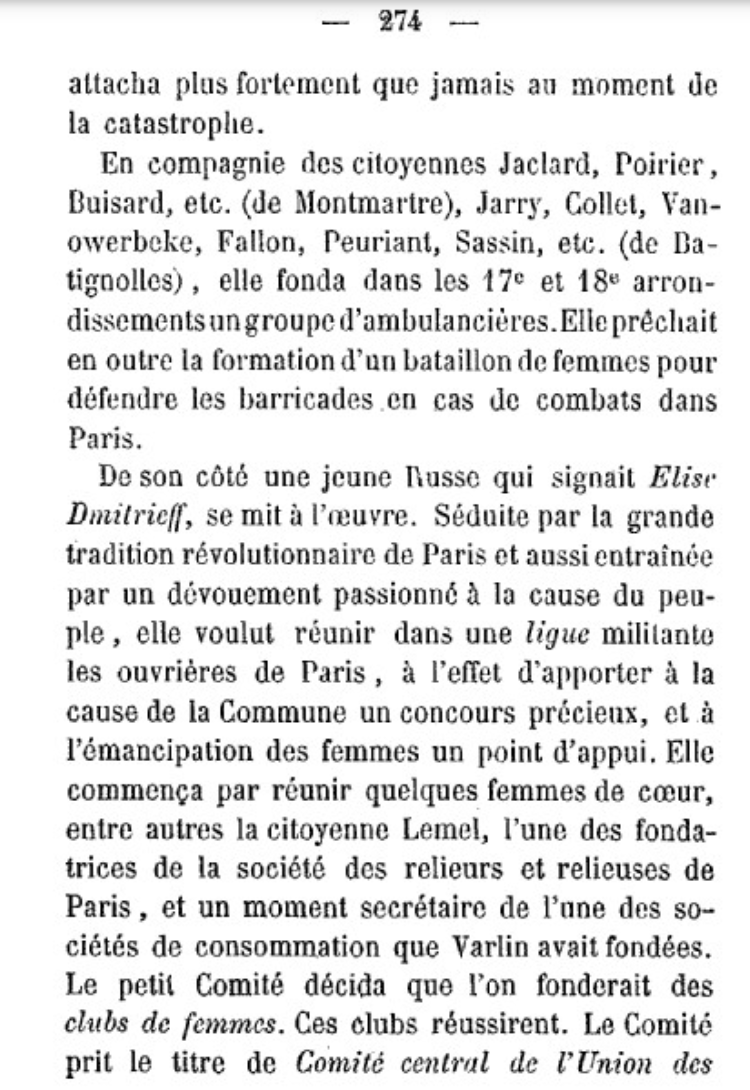
Page extraite de La Troisième Défaite du prolétariat français de Benoît Malon, publié à Neuchâtel en 1871, p. 274, avec mention d'Élisabeth Dmitrieff.

Élisabeth Dmitrieff arrive à Paris en tant que représentante de l'Internationale et y rend compte des évènements, ; elle adresse quelques rapports à Karl Marx puis bascule dans l'action. Elle trouve ainsi l'occasion de relier la théorie marxiste et la pratique de Tchernychevski, qui se concrétise très exactement dans la création d'ateliers dans le domaine de l'habillement pour les couturières, blanchisseuses, tailleuses, drapières.
Elle retrouve le socialiste russe Piotr Lavrov et les sœurs Sophia Kowalevski et Anna Jaclard, ses voisines de Saint-Pétersbourg, qui participent elles aussi à la Commune,.
Elle rencontre des membres du gouvernement révolutionnaire et des ouvrières puis, le 11 avril 1871, lance l'« Appel aux citoyennes de Paris », pour que les femmes s'engagent activement dans les combats : « Citoyennes de Paris, descendantes des femmes de la grande révolution, nous allons défendre et venger nos frères et si nous n'avons ni fusils ni baïonnettes, il nous restera des pavés pour écraser les traîtres. » Cet appel entraîne la fondation de l'Union des femmes pour la défense de Paris et les soins aux blessés, qu'Élisabeth Dmitrieff co-fonde avec Nathalie Lemel,, le 11 avril 1871 dans la salle Larched (79, rue du Temple) dans le 10e arrondissement.

#### Union des femmes pour la défense de Paris et les soins aux blessés

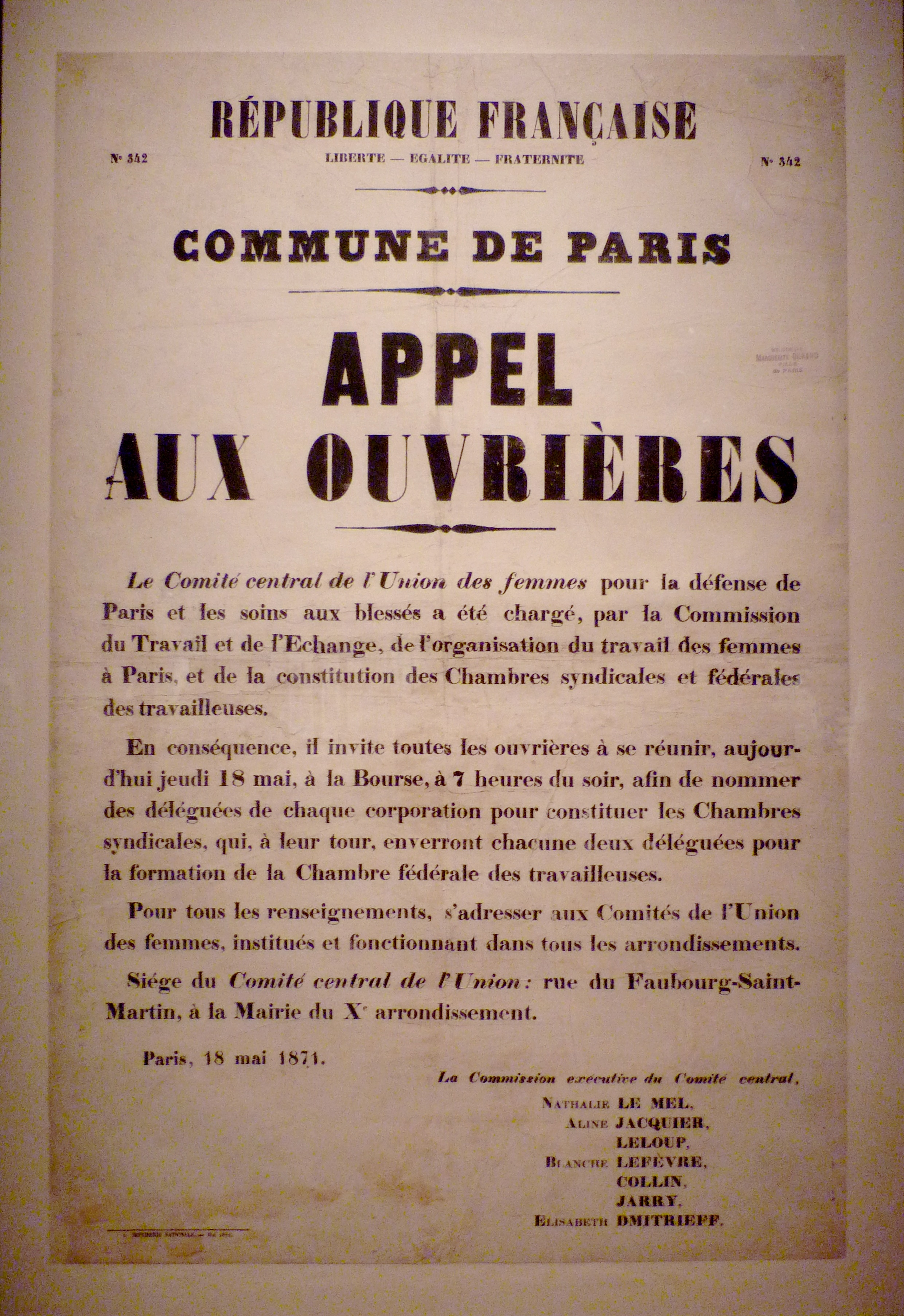
Commune de Paris : « Appel aux ouvrières » du 18 mai 1871, signé entre autres par Dmitrieff.

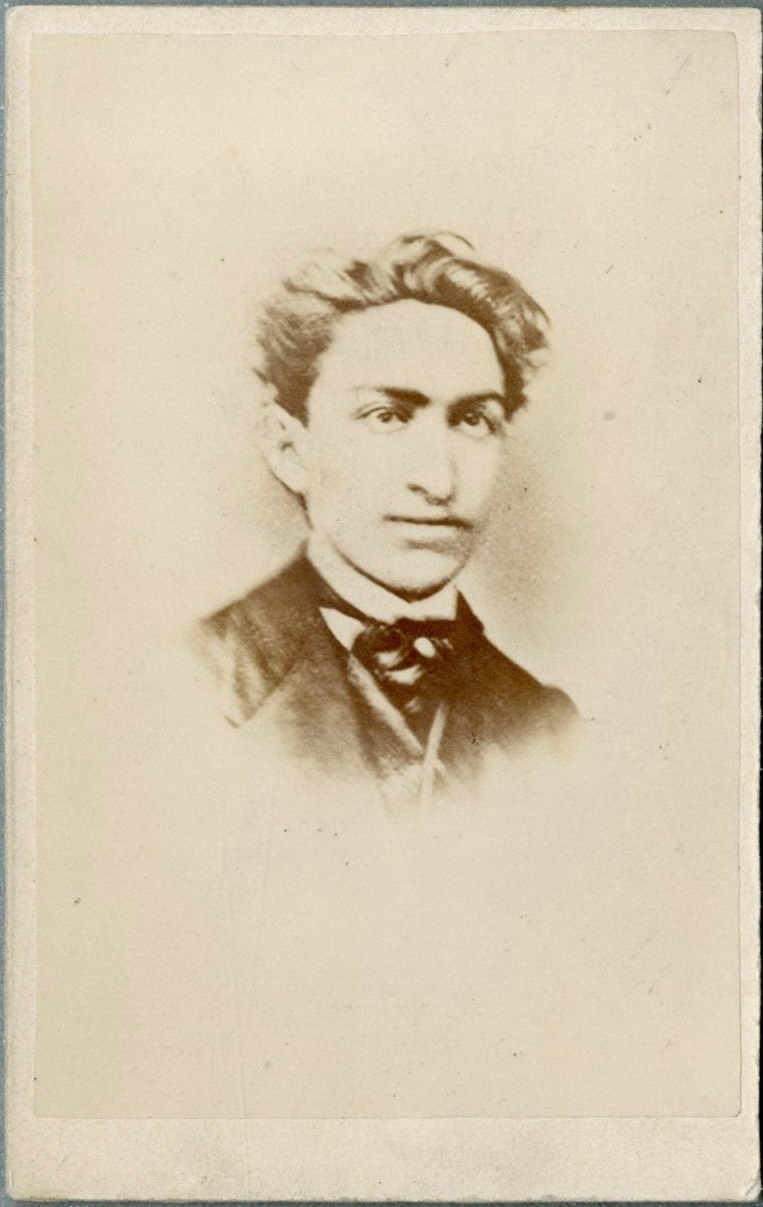
Léo Frankel.

Elle se lie avec Léo Frankel, militant d'origine hongroise et ouvrier bijoutier, qui est à la tête de la commission du travail et de l'échange de la Commune. Ensemble les deux tentent de faire avancer la cause du droit des femmes au travail et la protection sociale, rédigeant un projet pour l'organisation du travail des femmes en ateliers, dont le texte est publié le 7 mai 1871. Il stipule : « Le but de la Commune serait atteint par la création d'ateliers spéciaux pour le travail des femmes et de comptoirs de vente pour l'écoulement de produits fabriqués ».
L'Union des femmes réunit plus de 1 000 adhérentes. Elle procure des soins aux blessés. Élisabeth Dmitrieff se sert de son expérience militante acquise lors de ses voyages en Suisse et à Londres pour organiser l'Union des femmes. Elle obtient de la commission exécutive de la Commune des moyens en contrepartie d'une supervision rapprochée de l'Union. L'Union des femmes est la seule organisation à pouvoir recevoir des ressources financières de la Commune de Paris. Élisabeth Dmitrieff structure l'organisation de manière hiérarchique avec des comités dans chaque arrondissement, un comité central, un bureau et une commission exécutive composée de sept membres représentantes des quartiers. Elle organise le travail des femmes en ateliers, dans les secteurs traditionnels de la confection et de l'industrie textile, leur assurant des débouchés grâce à l'aval de la commission exécutive de la Commune qu'elle informe régulièrement. Elle ne peut cependant éviter la concurrence des entreprises capitalistes du secteur, des couvents et des prisons, qui disposent d'une main d'œuvre moins bien rémunérée, ce qui cause des frictions,. Dmitrieff, membre du comité central,, demeure secrétaire générale de la commission exécutive de l'Union, le seul poste non électif et non révocable de l'organisation,. Elle s'occupe surtout de questions politiques et, plus particulièrement, de l'organisation des ateliers coopératifs,.
Le but de l'Union des femmes est la constitution d'une chambre syndicale des travailleuses.

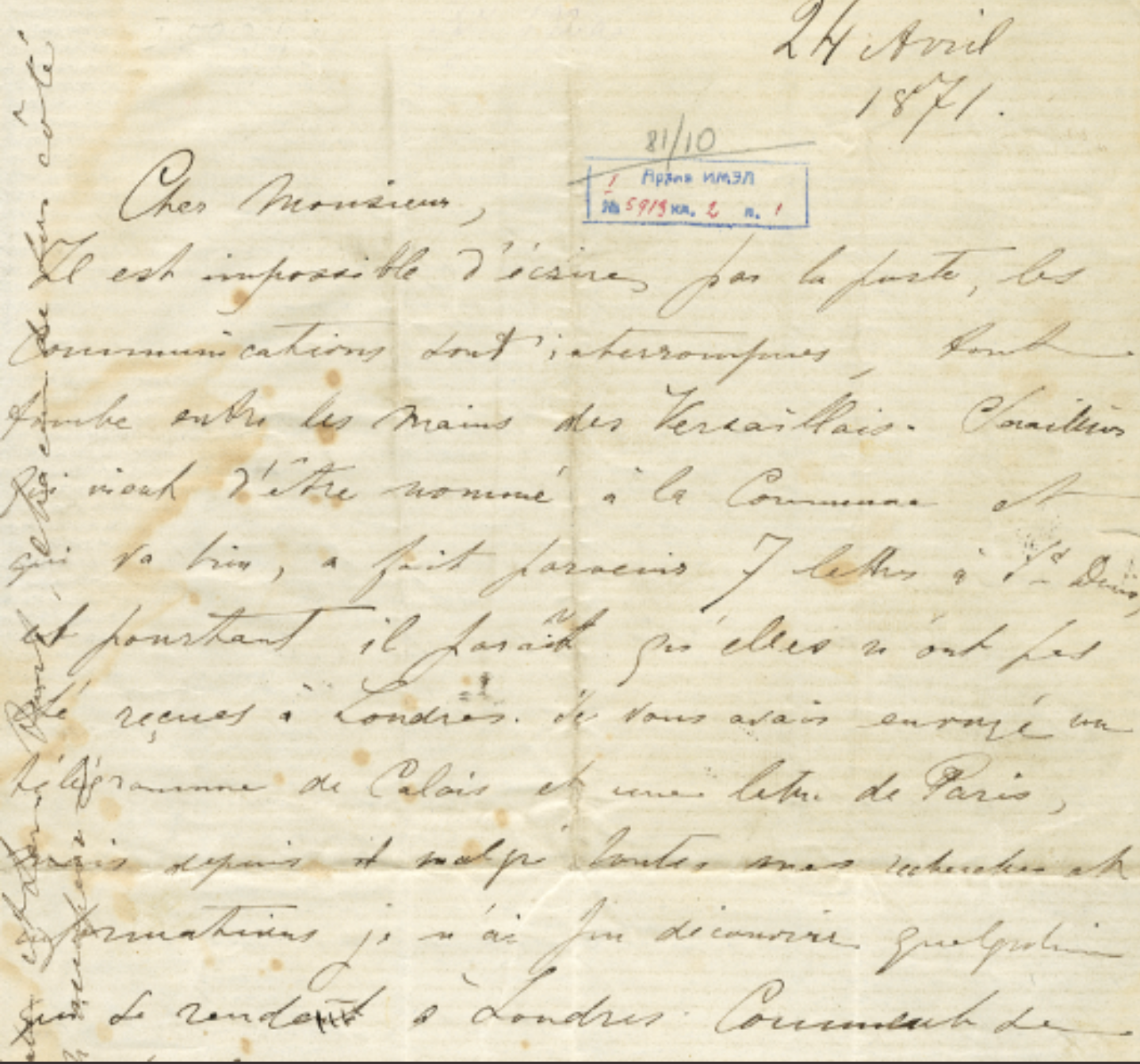
Reproduction de la lettre envoyée par Élisabeth Dmitrieff le 24 avril 1871 à Hermann Jung et peut-être destinée à Karl Marx.

Entre l'Union des femmes et le Comité de vigilance de Montmartre de Louise Michel, l'entente n'est pas toujours cordiale. Une certaine rivalité existe, encore mal documentée, entre les positions d'André Léo et Anna Jaclard, et celle de Dmitrieff. Cette dernière est résolument interventionniste, et sans doute moins portée sur la «critique des deux sphères» (selon laquelle il existe des différences de nature entre hommes et femmes). Elle défend en outre une action qui se focalise sur les différences de classe plus que sur les différences de genre. Quant à André Léo, elle se positionne contre un interventionnisme trop prononcé, récusant l'utilisation de la violence. On note l'absence d'André Léo et d'Anna Jaclard dans l'Union des femmes, alors que Dmitrieff a connu Jaclard en Russie, et a fui avec elle pour Genève avant la Commune. Ces tensions se manifestent autour de la formation des groupes d'ambulancières pour le front. André Léo annonce en effet dans un communiqué la formation d'une ambulance dans un quartier alors que l'Union des femmes n'est pas au courant. Dmitrieff répond via une publication du Journal officiel que cette ambulance n'a pas l'aval de l'Union des femmes. Son statut d'étrangère a pu également positionner la jeune Dmitrieff en rivale de ses aînées parisiennes.
Élisabeth Dmitrieff partage cependant avec Louise Michel la volonté de ne pas différencier les femmes des hommes.
En avril 1871, elle écrit à Hermann Jung qu'elle voit peu Benoît Malon et Léo Frankel car tout le monde est très occupé, et qu'elle est malade et fatiguée, sans possibilité de se faire remplacer. Elle lui demande pourquoi il ne s'engage pas et se montre pessimiste :

« Comment se peut-il que vous restiez là à ne rien faire, quand Paris va périr à cause de cela ? Il faut agiter à tout prix la province, qu'elle vienne à notre secours. La population parisienne se bat héroïquement (en partie), mais on ne comptait jamais être abandonné comme cela. Pourtant, jusqu'à présent, nous gardons toutes nos positions, Dombrowski se bat bien et Paris est réellement révolutionnaire. Les vivres ne manquent pas. Vous savez, je suis pessimiste et ne vois rien en beau, je m'attends donc à mourir un de ces jours sur une barricade. »

Engels souligne la mise en pratique très concrète du phalanstère de Que faire ? à travers l'Union des femmes, parfois présentée comme la première section féminine de l'Internationale, traduisant dans les faits, conjointement, les thèses de Marx et de Tchernychevski.

#### Semaine sanglante

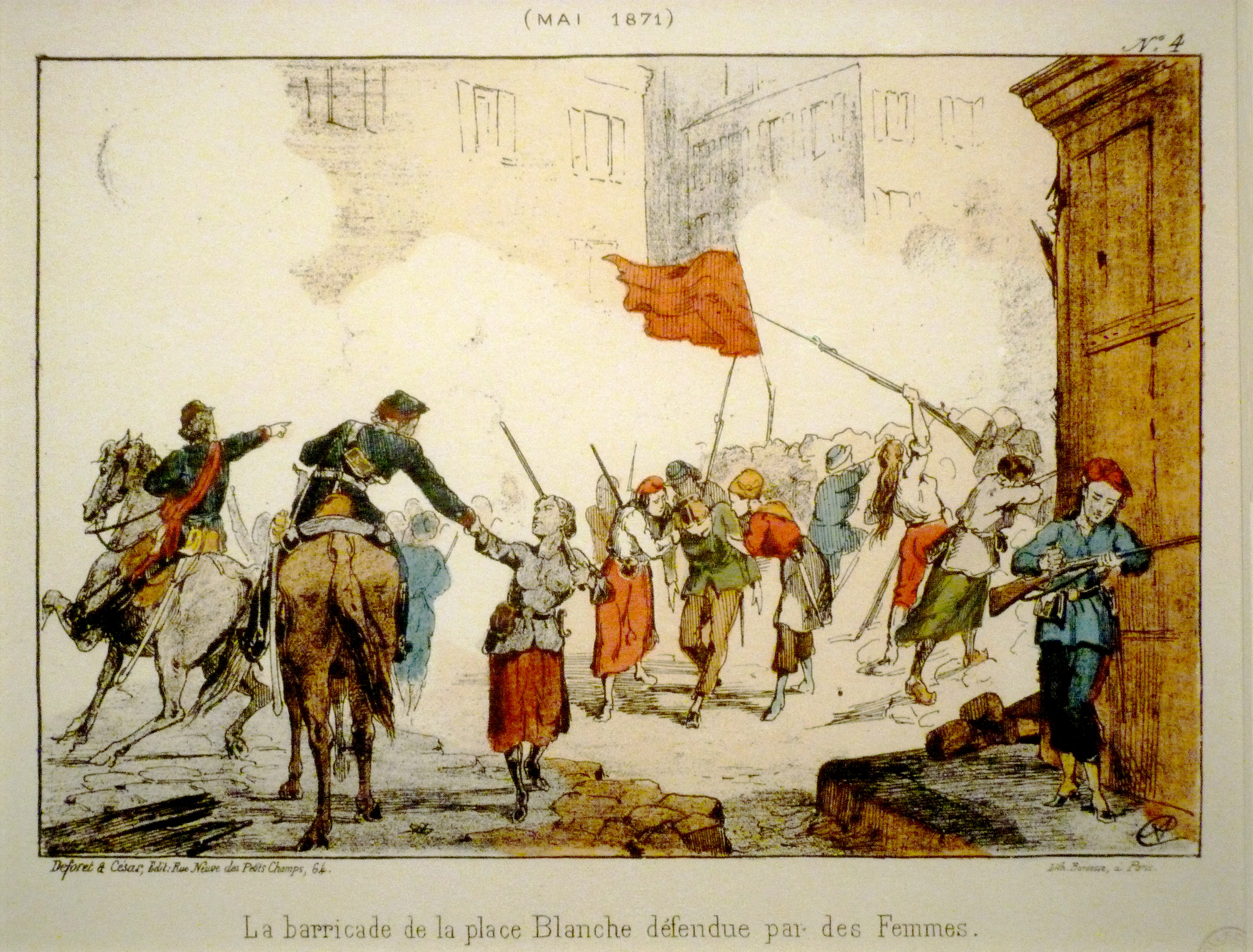
Barricade de la place Blanche défendue par des femmes pendant la Semaine sanglante, lithographie de Moloch. Musée Carnavalet, Paris.

Les troupes versaillaises entrent dans Paris le 21 mai. En une semaine — nommée la Semaine sanglante —, elles reprennent possession de Paris. Autour du 22 mai, l'Union lance un appel à combattre pour le « triomphe de la Commune » et cinquante femmes de l'Union des femmes se dirigent vers Montmartre.
Élisabeth Dmitrieff prend part aux combats de rue sur les barricades du faubourg Saint-Antoine (11e-12e arrondissement), soignant les blessés et tout particulièrement Léo Frankel. Gustave Lefrançais mentionne dans ses mémoires sa présence le 22 mai à l'entrée de la rue Lepic (18e arrondissement), avec un groupe de citoyennes armées, ce qui est confirmé par le conseiller de l'ambassade de Russie et le colonel Gaillard, tous deux anti-communards, ce dernier affirmant qu'elle est à la tête de toutes les cantinières, ambulancières et barricadières. Le chiffre de cent-vingt femmes est avancé par un article paru le 24 mai 1871 dans le dernier numéro du Journal officiel publié à Belleville, et une barricade rue Blanche est mentionnée dans Le Rappel,,. Cette barricade aurait été constituée uniquement de femmes, mais les faits sont difficiles à établir concernant la place des femmes dans les combats, car, devant les tribunaux, elles nient avoir participé aux combats afin d'échapper aux condamnations.

## Élisabeth Dmitrieff après la Commune de Paris
Blessée sur les barricades, Élisabeth Dmitrieff s'enfuit avec Léo Frankel, échappant ainsi aux massacres de l'armée versaillaise. Tous deux parviennent en Suisse en juin. Après quelques mois à Genève, elle regagne seule la Russie en octobre 1871.

### Retour à Genève
Frankel et Élisabeth Dmitrieff se font passer, grâce à leur connaissance de la langue allemande et leur apparence cultivée, pour un couple de bourgeois prussiens. Contrairement à André Léo et Paule Minck, Élisabeth Dmitrieff reste discrète sur son engagement communard et reprend son ancien nom, Élisaveta Tomanovskaïa, pour compliquer les recherches de la police. Arrivée en Suisse, elle cherche d'abord à renouer avec l'Internationale genevoise.
Hermann Jung évoque son arrivée à Genève dans un courrier adressé à Karl Marx. Jung reçoit un courrier du secrétaire général de la Fédération romande de l'Internationale, Henri Perret, qui lui annonce que la jeune femme lui écrira bientôt et qu'elle est saine et sauve. Élisabeth Dmitrieff n'écrit pourtant ni à Marx ni à Jung, reprochant (selon Carolyn J. Eichner) à ses camarades de n'avoir pas assez soutenu la Commune depuis Londres, comme en témoignerait la lettre écrite à Jung en avril 1871, soit deux mois avant (et bien avant que Marx ne rédige son célèbre texte en soutien à la Commune) : « Comment pouvez-vous rester là-bas dans l'inaction, quand Paris est en train de périr ? » Elle serait restée à Genève de juin à octobre. Si les réfugiés y semblent relativement tranquilles, l'arrestation du lieutenant-colonel Eugène Razoua en Suisse est inquiétante. Le 23 juillet 1871, Perret écrit à Jung que Élisabeth Dmitrieff est menacée d'arrestation. Le 1er juillet, la France demande l'extradition de Léo Frankel, puis le 12 celui d'une femme portant le prénom d'« Élise ». Le ministère français des Affaires étrangères pousse le gouvernement suisse à extrader toutes les personnes ayant participé à la Commune, les considérant comme des criminels et non comme des personnalités politiques. Le gouvernement suisse ne suit toutefois pas cette position : il fait libérer Razoua et refuse l'extradition des anciens communards en accord avec les règles du droit d'asile.

Élisabeth Dmitrieff demeure introuvable par les polices du continent grâce à son changement d'identité, malgré les enquêtes et les rapports de police : 
« Liste des chefs d'accusation :
1. D'avoir excité la guerre civile en portant les citoyens et les habitants à s'armer les uns contre les autres.
2. D'avoir provoqué le rassemblement des insurgés par la distribution d'ordres ou de proclamation. »

Le 26 octobre 1871 (ou le 26 octobre 1872), elle est condamnée par contumace à la déportation. Au même moment, elle regagne la Russie, dans un état dépressif sévère.

### Retour en Russie

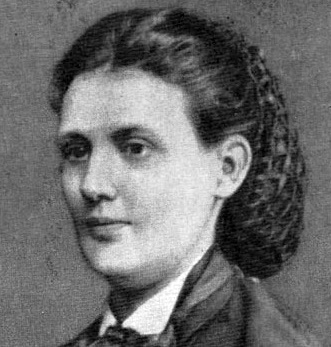
Ekaterina Barteneva, communarde, que Dmitrieff retrouve à Saint-Pétersbourg après 1871.

Arrivée en Russie, Élisabeth Dmitrieff rejoint son cercle familial et tente de retrouver la santé. Elle se fait très discrète, étant toujours recherchée par les autorités françaises, russes et suisses. Elle rejoint Saint-Pétersbourg où elle ne retrouve pas le même climat qui régnait dans l'île Vassilievski auprès des siens. À la suite de la tentative d'assassinat du tsar Alexandre II en 1866, un climat réactionnaire règne et la police secrète traque les révolutionnaires.
Élisabeth Dmitrieff peine à se faire accepter dans la nouvelle génération de révolutionnaires : le mot d'ordre est désormais « aller vers le peuple » du mouvement Narodniki. Elle tente de collaborer avec le journal du mouvement, Narodnoe delo (« La Cause du peuple ») mais n'adhère pas à son idéologie politique, qui exclut désormais les questions féministes. Elle retrouve Ekaterina Barteneva, ancienne communarde, avec laquelle elle envisage de rejoindre une communauté paysanne.

### Union avec Ivan Davidovski

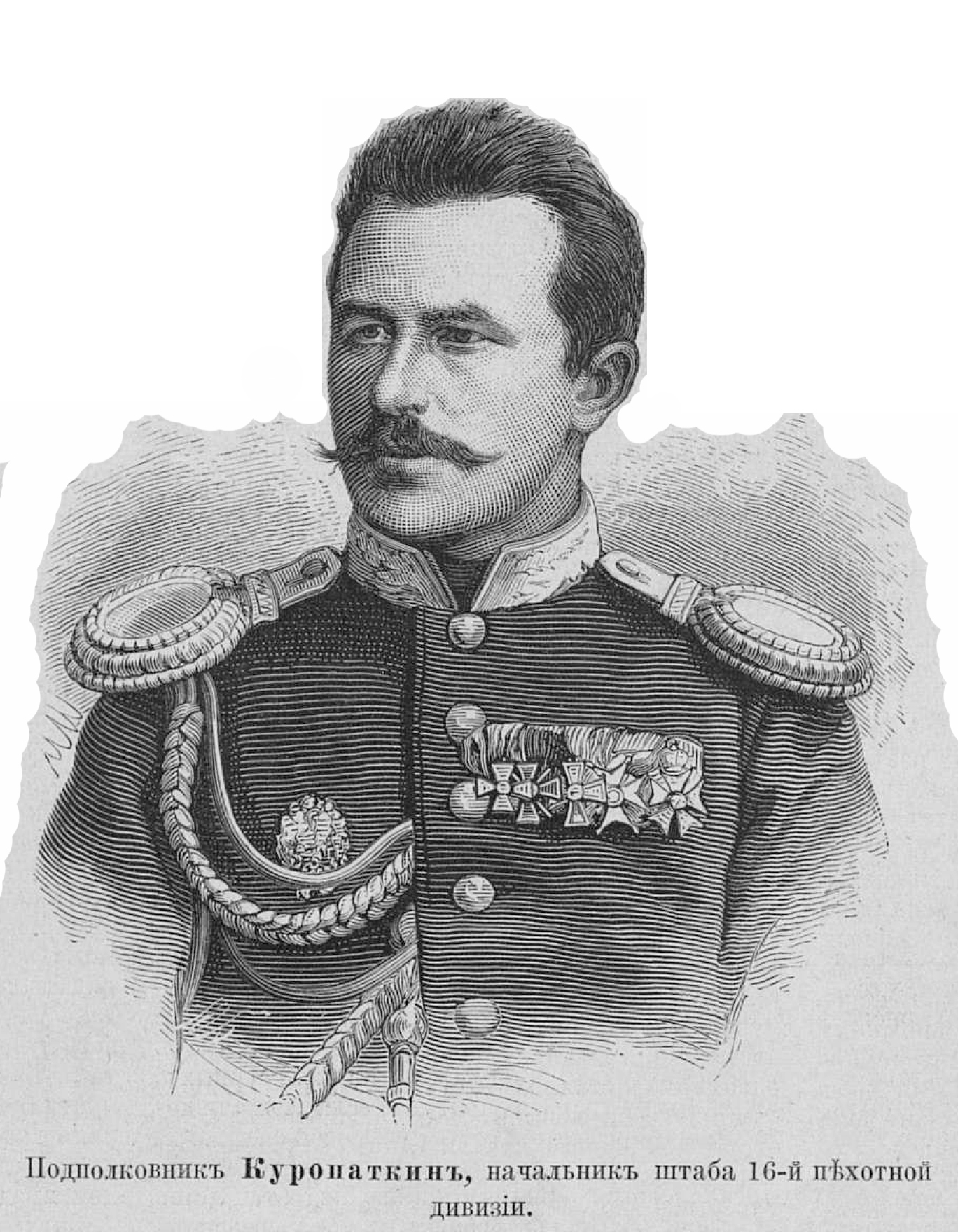
Alexeï Kouropatkine rencontre Dmitrieff en 1872 quand elle tente de l'enrôler dans un complot pour renverser le Tsar.

Élisabeth Dmitrieff quitte Saint-Pétersbourg et rencontre en 1872 Ivan Davidovski, intendant du domaine de son mari, instruit et privilégié, et chef des Valets de cœur,. Davidovski, issu du milieu de la noblesse qui a été dépossédé avec l'abolition du servage, entretient un autre type d'idéologie révolutionnaire qui consiste à escroquer et voler de riches aristocrates, alors que Dmitrieff basait son approche sur une valorisation du travail. Ils ont deux filles.
En 1873, elle hérite d'une large somme d'argent à la suite du décès de Mikhaïl Nikolaïevitch Tomanovski, son premier mari, qu'elle dépense en totalité. Elle abandonne toute activité subversive pour se consacrer à ses filles, Irina et Vera. En 1876, Davidovski est arrêté, accusé de malversations et de fraudes et du meurtre d'un magistrat. Élisabeth Dmitrieff mobilise ses anciens amis, notamment Ekaterina Barteneva et son mari Victor, qui écrivent à Nicolas Outine. Un courrier d'Outine informe Karl Marx le 17 décembre 1876, qui engage aussitôt un avocat à ses frais pour la défense de Dmitrieff. La docteure Carolyn J. Eichner souligne le paternalisme latent des amis masculins socialistes de Dmitrieff, qui la qualifient d'enfant égarée.

Dmitrieff témoigne au cours du procès :
J'ai rencontré Ivan Mikhaïlovitch en octobre 1871 ; mon premier mari, le colonel Tomanovsky était alors mourant. Messieurs les jurés, je voudrais commencer par une chose : j'en ai assez d'entendre dire que je suis une pauvre femme. Je ne suis vraiment pas une pauvre femme. J'aime mon mari et je l'ai épousé en dépit de toutes les calomnies qui pleuvaient sur lui.

### Exil en Sibérie
En tant que chef de la bande des Valets de cœur, Ivan Davidovski est inculpé pour fraude, vol et escroquerie envers un marchand (le marchand «Popov») et une riche héritière, et le meurtre d'un dénommé Slavichensky. Il est condamné pour tous ces chefs d'accusations à la déportation en Sibérie, dont 8 ans de bagne, suivi d'un exil simple  et ses droits civiques sont supprimés. Élisabeth Dmitrieff l'épouse en 1877 afin de pouvoir le suivre dans son exil en Sibérie. Le couple vit un temps à Nazarovo, puis à Iemelianovo, et de 1898 à 1902 à Krasnoïarsk. Ils achètent une pâtisserie à Atchinsk et tentent d'entrer en contact avec les déportés politiques de la région. Cependant, ceux-ci n'apprécient pas les « criminels de droit commun » dont fait partie Davidovski et Dmitrieff ne peut apporter de preuve de son implication dans la Commune de Paris, qu'elle doit cacher de peur d'être arrêtée. Elle est en effet toujours recherchée par la police française, jusqu'à l'amnistie générale prononcée en 1879, amnistie dont la nouvelle ne lui parvient jamais. Boycottée et ignorée par la population locale trop pauvre, leur entreprise fait faillite. En 1881, elle tente d'entrer en contact avec Michel Sajine, qui est déporté à Krasnoïarsk, afin qu'il l'aide à prouver son passé de communarde, mais ses tentatives échouent.
À Krasnoïarsk, elle s'implique dans la branche locale de la Croix-Rouge et réalise une étude des réserves de charbon à Nazarovo.
La fin de sa vie est très mal connue. Dans les années 1890, elle se serait intéressée à la religion orthodoxe et à l'astronomie, tout en s'impliquant dans l'éducation de ses filles. Elle écrit aux autorités afin de demander le pardon pour son mari, qui se lance dans l'industrie minière et connaît de nouveaux déboires. Elle décide alors de le quitter. Pendant le passage d'Anton Tchekhov à Krasnoïarsk, alors qu'il revient de son exil des îles Sakhaline, elle lui demande s'il peut lui indiquer un point de chute à Saint-Petersbourg. Tchekhov télégraphie à sa femme Olga Léonardovna Knipper et Élisabeth Dmitrieff repart pour Saint-Pétersbourg sans ses filles en passant par Omsk, Tomsk et Novossibirsk.

Le 21 septembre 1899, Olga Knipper écrit à son mari : 

« Votre protégée E. Tomanovskaïa est bien arrivée à Saint-Petersbourg, elle nous l'a télégraphié et vous remercie pour tout. »

 Alexeï Kouropatkine atteste l'avoir revue en 1898 ou 1899, alors qu'il est ministre de la guerre, et qu'à cette occasion, elle  lui demande de soutenir la demande en grâce de son mari. Entre cet épisode et le jour des funérailles de sa mère, peu de choses sont connues sur sa vie. Son frère Vladimir refuse de prononcer le nom du mari d'Élisabeth et ne veut plus la voir. Leur querelle concerne l'héritage des Kouchelev. Par contre, il conserve des relations d'affaires avec Ivan Davidovski jusqu'en 1902, fait attesté par des billets à ordre archivés à Krasnoïarsk.
Entre 1901 et 1902, Élisabeth Dmitrieff retourne à Moscou et y exerce le métier de couturière. Ivan Davidovski quant à lui dépose un recours en grâce en 1901, qui lui est accordé un an plus tard, et il part à Moscou avec ses deux filles qui rejoignent leur mère.
Les sources perdent alors sa trace, et divergent quant à sa mort : 1910, 1916, 1918.
L'un des derniers évènements où est attestée sa présence est l'enterrement de sa mère à l'automne 1903, d'après le témoignage d'Ekaterina V. Gount, qui est alors une enfant de 9 ans. Cette dernière vit dans le domaine de la famille des Kouchelev où sont employés ses parents et qui est dirigé par le frère d'Élisabeth Dmitrieff, Vladimir Loukitch Kouchelev. Elle observe Élisabeth Dmitrieff — alors âgée de 52 ans — arriver avec un équipage dans le domaine. Le soir, une dispute éclate entre elle et son frère à propos de sa participation à la révolution parisienne et elle repart très tôt le lendemain matin à cheval.

## Hommage et postérité

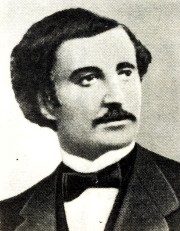
Prosper-Olivier Lissagaray.

L'histoire des communardes Paule Minck, André Léo et Élisabeth Dmitrieff est, selon Carolyn J. Eichner, caractéristique de l'invisibilité des femmes révolutionnaires. L'historiographie est partagée après 1871 entre les écrits pro-communards qui ne les abordent que superficiellement et les écrits anti-communards qui les décrivent comme des « pétroleuses », femmes incendiaires et monstrueuses. Leur histoire a même été écartée parfois de l'histoire du féminisme, sous prétexte que les communardes ne se seraient pas présentées sous cette étiquette. Pourtant dans le parcours de ces femmes sont présentes les dimensions de critique du genre et de la classe, que l'on retrouve chez les socialistes féministes dont elles sont les précurseurs,.
Élisabeth Dmitrieff est une figure moins connue que Louise Michel, longtemps érigée en représentante emblématique de toutes les communardes. Les biographes de Dmitrieff l'ont souvent traitée de façon critiquable,, ou marginale. On dispose pourtant de nombreuses descriptions positives de la part de ses contemporains : Arthur Arnould, Gustave Paul Cluseret , Gustave Lefrançais, Benoît Malon ou Prosper-Olivier Lissagaray, ce dernier l'idéalisant en la comparant à Théroigne de Méricourt.

### Biographes russes

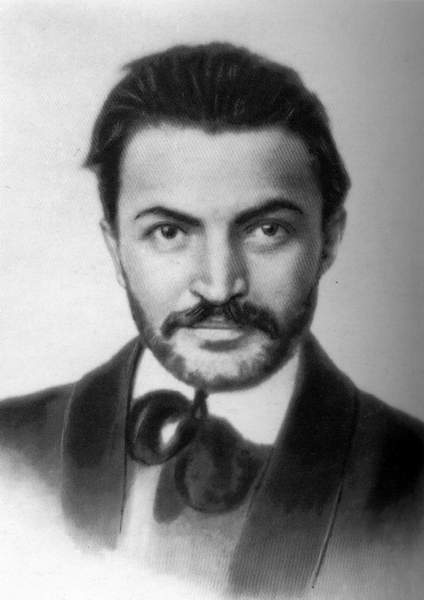
L'historien Ivan Knijnik-Vetrov, un des biographes russes de Dmitrieff.

Du côté de la Russie, trois biographes se sont penchés sur l'histoire de Dmitrieff : Ivan Knijnik-Vetrov, Nata Efremova et Lev Kokin.

L'historien russe Ivan Knijnik, anarchiste et proche de Kropotkine prend le nom de Knijnik-Vetrov à la suite de l'immolation par le feu de Maria Vetrova, se promettant de raconter son histoire pour la postérité. Il se consacre ensuite à l'histoire de la Commune de Paris et, au cours de ses recherches, lit l'autobiographie du peintre anarchiste Mikhaïl Sajine, qui évoque Élisabeth Dmitrieff. L'historien poursuit ses recherches sur Élisabeth Dmitrieff pendant plus de quarante années, envers et contre tout. Son premier article  est publié dans les Annales du marxisme en 1928, soutenu par David Riazanov. Ce dernier est arrêté et fusillé sur ordre de Staline et les ouvrages de Knijnik-Vetrov dans la foulée sont détruits. Le biographe de Dmitrieff ne se décourage pas pour autant, puisqu'il entreprend une thèse de doctorat sur le même thème, et la publie en 1945 avec le titre Une activiste russe dans la Commune de Paris à l'institut pédagogique Alexandre Herzen à Léningrad. En 1947, il est déporté en Sibérie et sa thèse détruite par six instituts. En 1955, réhabilité et admis  à l'académie des sciences, il publie enfin son ouvrage. De la fin de vie de Dmitrieff, il tisse une double interprétation : elle aurait été révolutionnaire et religieuse. Des habitants de Krasnoïarsk lui ayant écrit pour indiquer que Dmitrieff s'asseyait sur une chaise pour observer les étoiles, il en tire les conclusions suivantes : 

« Elle passait des nuits entières dans sa cour, dans le froid, à regarder les étoiles (...). Elle avait presque cinquante ans. L'église était proche de la maison. Maria Ossipovna Chebalina, une narodnitsa, était « allée au peuple » comme infirmière. La famille Davidovski était au nombre de ses patients et elle se lia assez intimement à eux. Dans la maison de Krasnoïarsk, Maria Ossipovna remarqua les icônes. Ainsi, Élisabeth avait-elle retrouvé la foi. »

Nata Efremova est spécialiste des femmes révolutionnaires et pionnières russes du XIXe siècle. Elle rédige des biographies pour la revue Femme soviétique jusqu'en 1991 (par exemple sur Sophia Kowalevski, Ekaterina Abramovna Fleischitz (ru), Nadejda Souslova). Pour elle l'épisode de la «chaise», qu'elle relate en 1982 a une explication simple : Dmitrieff s'intéresse à l'astronomie et à la science. Sur son implication avec Davidovski et les Valets de cœur, elle déclare que les femmes révolutionnaires sont trop impliquées pour réussir leurs vies affectives, car elles ont, selon elle, trop de personnalité.
Lev Kokin, le dernier biographe ayant écrit sur Dmitrieff en 1984, déclare dans Tchas Boudouchtchevo qu'« elle était devenue gâteuse » et minimise son rôle dans la Commune. L'épisode de la « chaise » serait à mettre sur le compte de ce « gâtisme » et les dernières quarante années de la vie de Dmitrieff seraient peu dignes d'être racontées.

### Cercle Élisabeth Dmitrieff
En mai 1971, un groupe de féministes trotskistes, participant au Mouvement de libération des femmes et à l'Alliance marxiste révolutionnaire,, à la fois proches des valeurs du mouvement des femmes et de l'autogestion, crée le Cercle Élisabeth-Dmitrieff.

### Odonymes

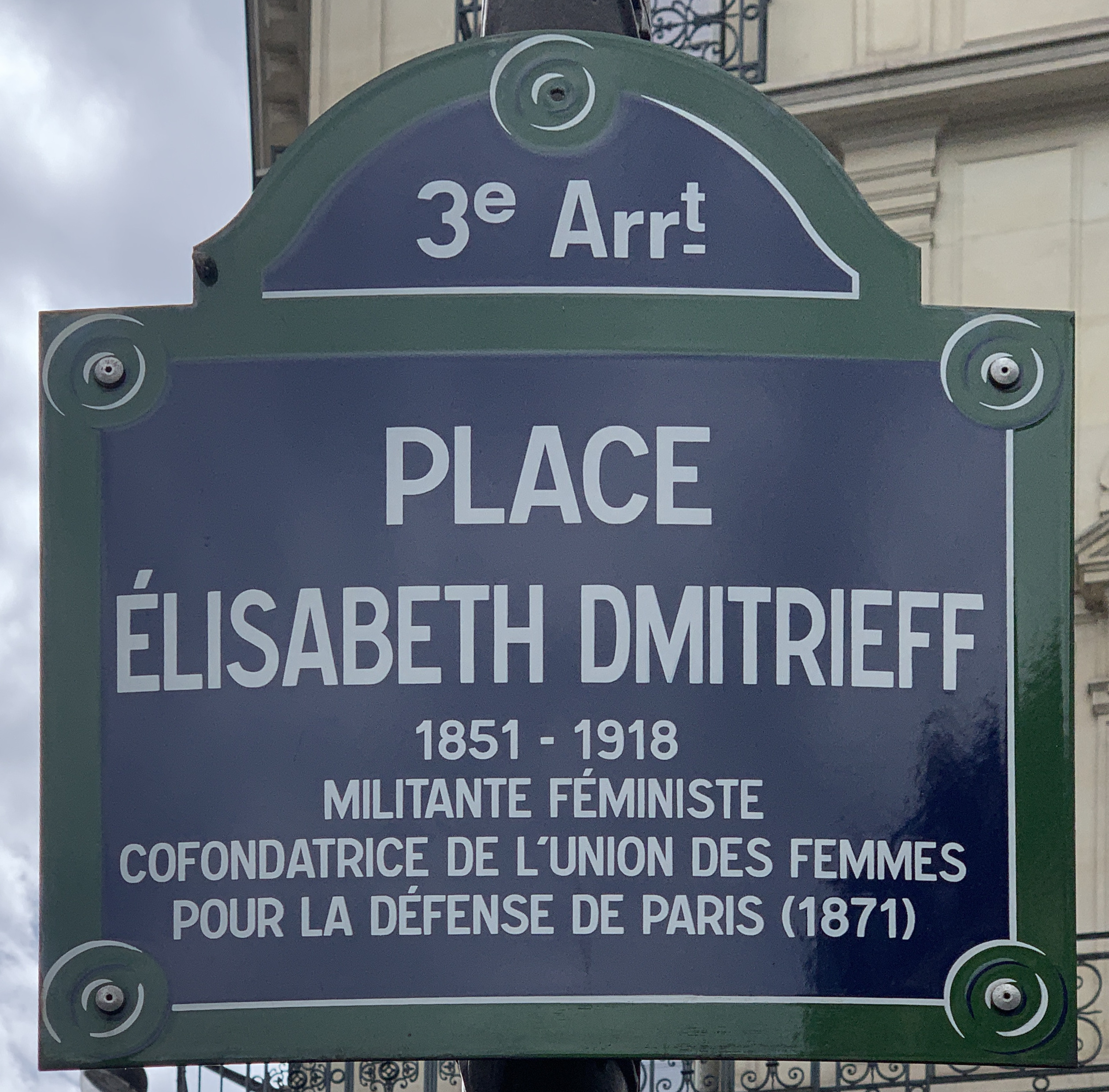
Plaque de la place Élisabeth-Dmitrieff à Paris dans le 3e arrondissement.

À Paris, une place du 3e arrondissement prend le nom d'Élisabeth Dmitrieff. C'est un petit terre-plein où se trouve l'entrée de la station de métro Temple, à l'intersection de la rue du Temple et de la rue de Turbigo. Elle est inaugurée le jeudi 8 mars 2007, à l'occasion de la Journée internationale des droits des femmes, le même jour que les places Nathalie-Lemel, communarde elle aussi, et Renée-Vivien, également dans le 3e arrondissement.
Michèle Audin, spécialiste de l'histoire de la Commune, s'interroge sur les raisons ayant mené à ce choix de nom à cet endroit et au choix du texte sur la plaque.
Une rue Elisabeth-Dmitrieff existe aussi à Saint-Étienne-du-Rouvray.

### Exposition
À l'occasion du cent-cinquantenaire de la Commune de Paris, l'artiste Dugudus réalise son portrait pour une exposition rétrospective du 18 mars au 27 mai 2021 organisée par la Mairie de Paris,.

### Commémorations à Volok
Le village natal d'Élisabeth Dmitrieff, Volok, situé à 200 km de Novgorod, est différent aujourd'hui de celui qu'elle a connu, mais « les riverains honorent la mémoire de leur compatriote » : l'école porte son nom depuis 1965, une plaque commémorative lui est dédiée à la Maison de la Culture. À l'occasion du 100e anniversaire de la Commune, le musée Dmitrieva y est inauguré. Il est rattaché au musée de K. Marx et F. Engels, dont les fonds et collections sont transférés en 1993 au centre russe de conservation et d'études des documents en histoire contemporaine. Les expositions y sont régulièrement renouvelées. Élisabeth Dmitrieff représente encore en Russie un symbole d'héroïsme et un symbole de la classe ouvrière, considérée par l'encyclopédie populaire « Мой Красноярск » comme « l'une des femmes les plus brillantes au monde et du mouvement révolutionnaire russe ».

### Souvenirs familiaux
En 1993, Sylvie Braibant publie Élisabeth Dmitrieff : aristocrate et pétroleuse. Elle relate le voyage en Russie qu'elle entreprend en 1990 pour effectuer des recherches sur Élisabeth Dmitrieff. Dans l'ancienne maison des Kouchelev, à Saint-Pétersbourg, vivent l'arrière-petite-nièce de Dmitrieff, Xénia, et son neveu, prétendant au titre de vicomte, ainsi que l'arrière-petite-nièce d'Anna Jaclard. Les deux femmes à la retraite sont ingénieures diplômées de l'institut polytechnique et accumulent des souvenirs familiaux liés à leurs arrière-grands-tantes.

### Bande dessinée et littérature
En 2014, Catherine Clément lui consacre quelques chapitres de son roman Aimons-nous les uns les autres,.
En 2015, paraît aux éditions Glénat dans la collection « Communardes » un album BD de Wilfrid Lupano et Anthony Jean L'Aristocrate fantôme,.
Michael Löwy et Olivier Besancenot publient en 2021 une fiction intitulée Le Cahier bleu de Jenny, racontant une visite imaginaire de Jenny Longuet et de son père Karl Marx à Paris durant la Commune de Paris, au cours de laquelle ils rencontrent Élisabeth Dmitrieff.

### Musique et théâtre
Emmanuel Bex et David Lescot créent en 2017 le spectacle de jazz musical La Chose Commune, qui comporte un morceau intitulé Élisabeth Dmitrieff,.